# پرلیت

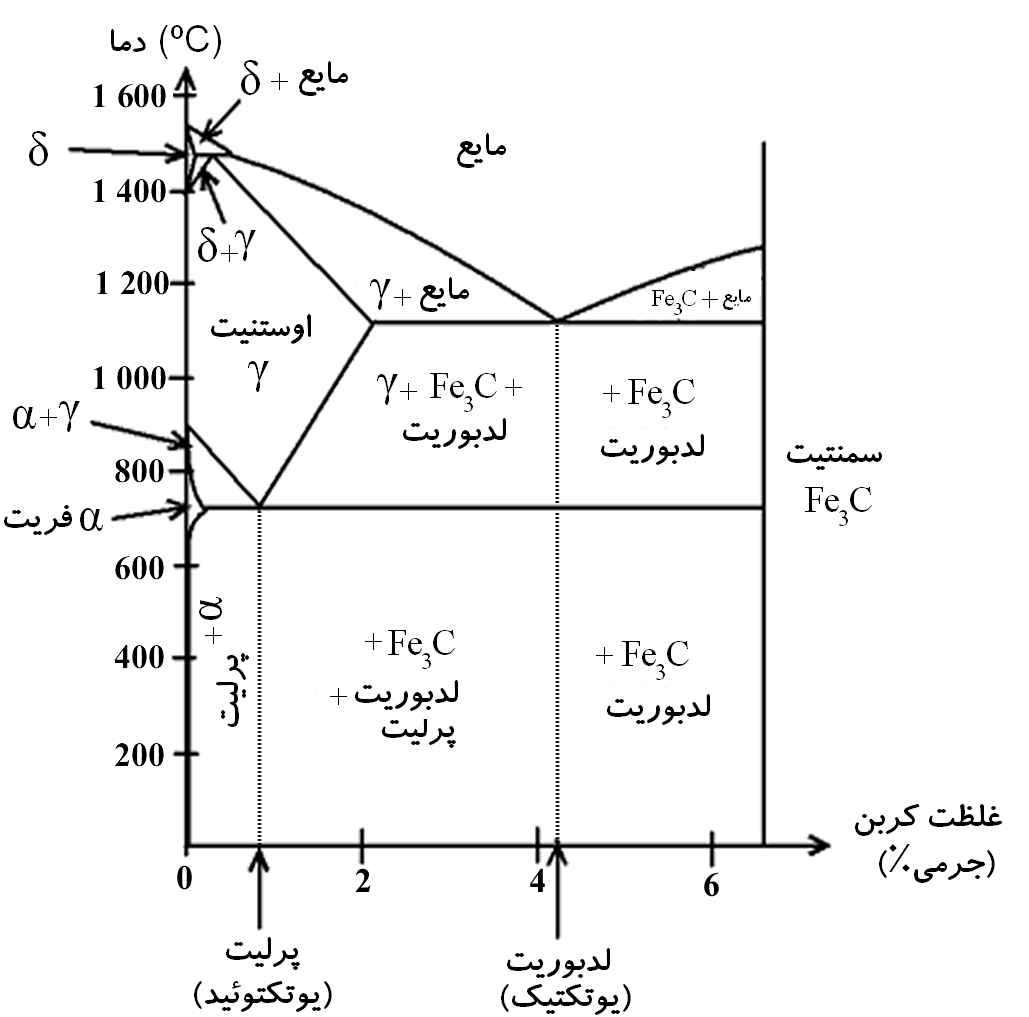
نمودار فازی تعادلی آهن-کاربید آهن

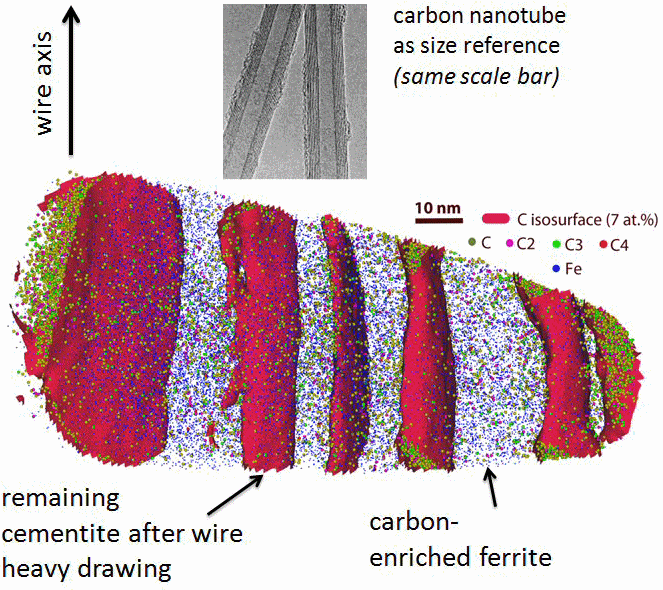
Atom probe tomography of pearlite. The red dots indicate the positions of carbon atoms. Iron atoms are not shown. The nanotube is shown for size reference.

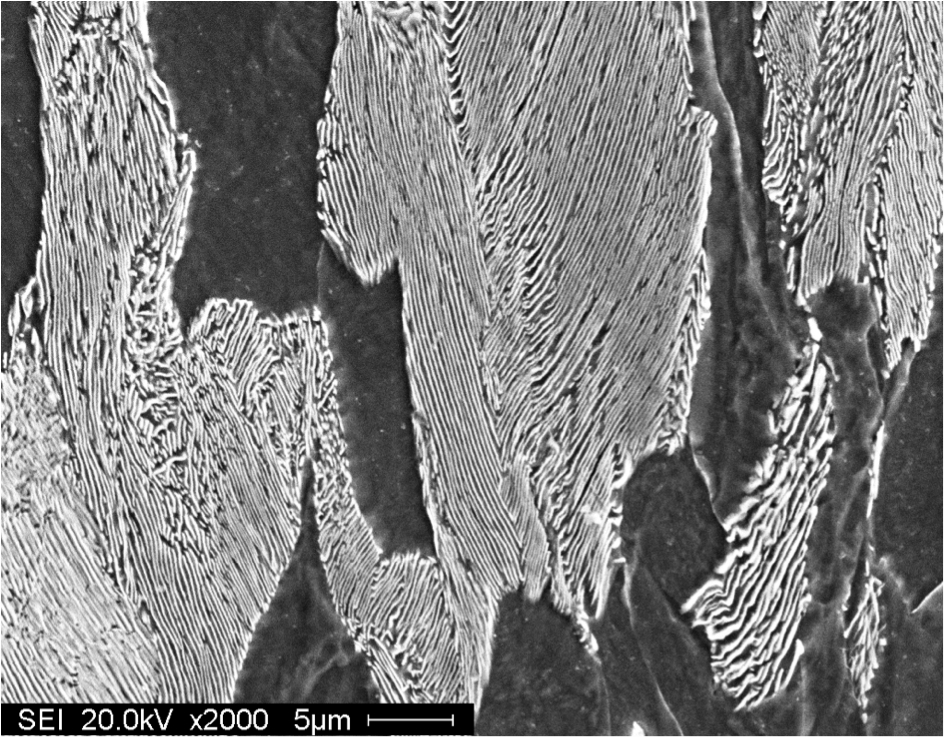
SEM micrograph of etched pearlite, 2000X.

پرلیت یا پرلایت دارای ساختار دو فازی ، لایه ای  است که از لایه های متناوب فریت و سمنتیت تشکیل شده است که در برخی فولاد ها اتفاق می افتد. هنگام خنک شدن آهسته از آلیاژ آهن و کربن ، پرلیت با یک واکنش یوتکتوئیدی به عنوان آستنیت خنک شده زیر 727 درجه سانتیگراد (1،341 درجه فارنهایت) (درجه حرارت یوتکتوئید) تشکیل می شود.در فاز آستنیت تمام کربن موجود به صورت محلول وجود دارد اما هنگامی که شروع به سرد شدن می شود کربن از حد انحلالیت بیش تر شده و به صورت رسوب سمنتیت خارج می شود،چون که فاز جامد است این رسوبات در نزدیک ترین فاصله ممکن از ساختار خارج می شوند که باعث ایجاد ساختار لایه ای سمنتیت و فریت می شود که پرلیت نامیده می شود. پرلیت یک ریز ساختار  است که در بسیاری از نمونه های معمول فولادها رخ می دهد.
ترکیب یوتکتوئیدی آستنیت تقریباً دارای 0.77٪ کربن است. فولاد با محتوای کربن کمتر (فولاد هیپوئکتکتوئید) حاوی نسبت متفاوتی از بلورهای فریت نسبتاً خالص است که در واکنش یوتکتوئیدی شرکت نمی کنند و نمی توانند به پرلیت تبدیل شوند. به همین ترتیب فولادهایی که میزان کربن بالاتری دارند (فولادهای هایپر یوتکتویید) قبل از رسیدن به نقطه یوتکتویید ، سیمنیت تشکیل می دهند. نسبت فریت و سیمانیت تشکیل شده در بالای نقطه یوتکتویید را می توان از نمودار فازی تعادل آهن / سمنتیت با استفاده از قانون اهرم محاسبه کرد.
{\displaystyle cementiteweightfraction={0.77-0.02 \over 6.67-0.02}*100=11.3\%}
{\displaystyle ferriteweightfraction={6.67-0.77 \over 6.67-0.02}*100=88.7\%}
از آنجایی که دانسیته فریت و سمنتیت بسیار نزدیک به همدیگر هستند (به ترتیب 7.87 و 7.7 گرم بر سانتی متر مکعب) درصد حجمی فریت و سمنتیت در ساختمان پرلیت، تقریبا برابر همان درصد وزنی آن هاست.

فولادهایی پرلیتی (ترکیب یوتکتوییدی) یا ریزساختار نزدیک به پرلیت (ترکیب نزدیک به یوتکتوئید) می توانند به سیمهای نازک کشیده شوند. چنین سیمهایی که اغلب به صورت طناب بسته می شوند ، بصورت تجاری به عنوان سیم پیانو ، طناب برای پل های تعلیق و همچنین برای تقویت تایر استفاده می شوند. کرنش لگاریتمی بالای 3 منجر به استحکام سیمهای پرلیت می شود و پرلیت را به یکی از قوی ترین مواد ساختاری فله روی زمین تبدیل می کند. برخی از سیم های فولادی هایپریوتکتوییدی حتی می توانند حداکثر مقاومت کششی بالاتر از  ۶GPa را نشان دهند. اگرچه پرلیت در بسیاری از کاربردهای مهندسی مورد استفاده قرار می گیرد ، اما منشا قدرت فوق العاده آن به خوبی درک نشده است. اخیراً نشان داده شده است كه ترسیم سیم سرد نه تنها با پالایش ساختار لاملا ، پرلیت را تقویت می كند ، بلكه به طور همزمان باعث تجزیه جزئی شیمیایی سیمانیت می شود ، كه با افزایش كربن فاز فریت همراه است ، با ایجاد تغییر در نقص های مشبك در لامل های فریت ، و حتی انتقال ساختاری از بلورین به سیمانیت آمورف. تجزیه ناشی از تغییر شکل و تغییر ریزساختاری سیمنیت با چندین پدیده دیگر مانند توزیع مجدد قوی کربن و سایر عناصر آلیاژ مانند سیلیکون و منگنز در هر دو فاز سیمانی و فریت ارتباط نزدیکی دارد. تغییر شکل در رابط های فاز به دلیل تغییر در شیب غلظت کربن در رابط ها. و آلیاژ مکانیکی. 
پرلیت برای اولین بار توسط هنری کلیفتون سوربی مشخص شد و در ابتدا با نام سوربیت نامگذاری شد ، اما شباهت ریزساختار به nacre و خصوصاً اثر نوری ناشی از مقیاس سازه باعث شد نام جایگزین محبوبیت بیشتری پیدا کند.
بینایت ساختاری مشابه با لاملهای بسیار کوچکتر از طول موج نور مرئی است و بنابراین فاقد این ظاهر پرلیتی است. با سرمایش سریعتر تهیه می شود. برخلاف پرلیت ، که شکل گیری آن شامل انتشار همه اتم ها است ، باینیت توسط یک مکانیسم تحول جابجایی رشد می کند.
تبدیل آستنیت به پرلیت در دمای بحرانی پایین تر 723C صورت می گیرد. در این دما آستنیت به پرلیت تغییر می کند.

## انواع پرلیت
پرلیت در مجموع دارای دو نوع fine pearlite و coarse pearlite می باشد.در هنگام سرد کردن از آستنیت به پرلیت اگر اختلاف دما محیط با فولاد کم باشد (در واقع سرعت سرد کردن کم باشد)لایه های سمنتیت و فریت فرصت کافی برای جدا شدن از هم دارند که باعث ایجاد لایه های بزرگ تر می شود و coarse pearlite تشکیل می شود.ولی اگر اختلاف دما محیط با فولاد زیاد باشد (در واقع سرعت سرد کردن زیاد باشد)لایه های سمنتیت و فریت فرصت کافی برای جدا شدن از هم را ندارند که باعث ایجاد لایه های کوچک تر می شود و fine pearlite تشکیل می شود.در مجموع fine pearlite از coarse pearlite سخت تر است.

## کاربرد های پرلیت
خواص ریزساختار پرلیتی در فلزات آهنی ( فولادها و چدن ها) سبب می شود تا در کاربردهایی که استحکام بالا مورد نیاز است این ریزساختار انتخاب شود. سیم بکسل های نگهدارنده پل ها، سیم های پیانو و ... از جمله کاربردهای این ریزساختار است. 

## فولاد یوتیکتوئید
فولاد یوتکتوئید در اصل می تواند کاملاً به پرلیت تبدیل شود. پرلیت می تواند سخت و قوی باشد اما به خصوص سخت نیست. به دلیل داشتن یک شبکه لایه ای فریت و سیمانیت ، می تواند در برابر سایش مقاوم باشد. نمونه هایی از کاربردها شامل ابزارهای برش ، سیمهای با استحکام بالا ، چاقو و میخ است.

## لینک های خارجی
- Comprehensive information on pearlite
- Introduction to Physical metallurgy by Sidney H. Avner, second edition, McGraw hill publications.
- Steels: Processing, Structure, and Performance, Chapter 15 High-Carbon Steels: Fully Pearlitic Microstructures and Applications by George Krauss, 2005 Edition, ASM International.
- http://www.packmangroup.com/content/1290/%D9%BE%D8%B1%D9%84%DB%8C%D8%AA
- http://www.engnetglobal.com/tips/glossary.aspx?word=Eutectoid+Steel

- پرونده‌های رسانه‌ای مربوط به Pearlite در ویکی‌انبار